# 2022년 뒤즈제 지진
2022년 뒤즈제 지진는 2022년 11월 23일(현지 시각) 튀르키예 뒤즈제주에서 발생한 모멘트 규모 Mw6.1의 지진이다. 진원 깊이는 10.6 km이다. 이 지진으로 건물 2,917채가 붕괴되거나 피해를 입었으며 2명이 사망했다.

## 지질학적 환경
이번 지진의 진앙, 진원 깊이, 단층면해 분석에 따르면 동서 방향으로 주향을 가진 북아나톨리아 단층의 지진 특성과 일치한다. 북아나톨리아 단층은 동남아나톨리아 지역의 아프리카판과 아라비아판의 충돌로 인한 지중해 분지의 폐쇄 현상으로 서쪽으로 밀려난 아나톨리아판이 유라시아판과 충돌하면서 우수향 수평성 주향이동(23~24 mm/year)를 거의 다 받아내고 있다. 이번 지진이 발생한 지점에서 아라비아판은 유라시아판을 약 17 mm/year의 속도로 북북서 방향으로 밀어내고 있다.
북아나톨리아 단층은 지진 활동이 활발한 지역이다. 지난 50년간 2022년 11월 23일 지진이 발생한 진앙에서 반경 250 km 이내에 규모 M5.5 이상의 지진이 총 13차례 발생했다. 이 중 가장 큰 규모의 지진은 1999년 8월 17일 이번 지진의 진앙에서 동쪽으로 약 96 km 떨어진 지점에서 발생한 규모 M7.6의 1999년 이즈미트 지진이다. 이 지진의 진앙에서 반경 25 km 이내에 규모 M7 이상의 지진이 총 3차례 발생했으며 이 중 가장 마지막으로 발생했던 지진은 1999년 11월 12일 발생한 규모 M7.2의 지진이다.

## 지진
미국 지질조사국(USGS)은 이번 지진의 규모를 M6.1이라고 발표했고 칸딜리 관측소와 재난위기관리 대통령위원회(AFAD)는 각각 규모 M6.0, M5.9라고 발표했다. 이번 지진은 지각 내 얕은 깊이 지점에서 발생한 주향이동단층의 파열로 발생했다. 지진의 단층면해 해석 결과 단층 파열은 서-서남 방향을 주향으로 하는 중간 각도의 우수향 주향이동단층 혹은 북-서북 방향을 주향으로 하는 가파른 각도의 좌수향 주향이동단층에서 발생했다. 이 지진은 튀르키예에서 1999년 같은 지역에서 발생한 710명의 사상자를 낸 1999년 뒤즈제 지진 23주년을 추모하기 위해 열린 국가대피훈련이 실시된 지 열흘만에 발생한 지진이다.

## 피해
지진으로 1명이 심장마비로 사망했고, 다른 1명은 집에서 탈출하던 도중 공황으로 사망했다. 튀르키예 내무부에 따르면 건물 최소 2,548채가 피해를 입었으며 369채가 붕괴되었다. 주로 벽이 무너지고 선반에서 물건들이 쓰러지는 피해 위주로 발생했다. 뒤즈제 법원 건물은 콘크리트 벽체가 떨어지는 피해를 입었다. 뒤즈제 지역 건물의 80%가 1999년 지진 이후 재건축되거나 보수되어 피해가 현저히 적었다.
진앙 인근에는 정전도 발생했다. 많은 사람들이 거리 밖으로 도망쳤고 볼루 지역의 일부 주민들은 발코니에서 뛰어내리기도 했다. 최소 93명이 부상을 입었고 이 중 1명은 중상을 입었다. 부상자 93명 중 37명이 뒤즈제, 26명이 사카리아, 14명이 볼루, 10명이 종굴다크, 9명이 사카리아, 4명이 부르사, 2명이 이스탄불에서 발생했다. 지진의 흔들림은 멀리 이스탄불, 앙카라, 볼루, 에스키셰히르, 퀴타히아, 부르사, 코자엘리, 에디르네까지 느껴졌다.

## 여파와 반응
뒤즈제주의 주지사인 제브데트 아타이는 피해 지역에 대응팀이 파견되었다고 발표했다. 학교와 직장 근무가 하루 동안 휴업, 휴교했다.

## 같이 보기
- 2022년 지진
- 튀르키예의 지진 목록

## 참고 문헌
- Türker, Elif; Yen, Ming-Hsuan; Pilz, Marco; Cotton, Fabrice (2023). “Significance of Pulse-Like Ground Motions and Directivity Effects in Moderate Earthquakes: The Example of the Mw 6.1 Gölyaka-Düzce Earthquake on 23 November 2022”. 《Bulletin of the Seismological Society of America》 114 (2): 955–964. doi:10.1785/0120230043. ISSN 0037-1106. S2CID 264085437.